# Leptoclinides prunus
Leptoclinides prunus är en sjöpungsart som beskrevs av Kott 2004. Leptoclinides prunus ingår i släktet Leptoclinides och familjen Didemnidae. Inga underarter finns listade i Catalogue of Life.